# Kornița
Kornița (în bulgară Корница) un sat situat în partea de sud-vest a Bulgariei, în Regiunea Blagoevgrad, la poalele munților Pirin. Aparține administrativ de comuna Goțe Delcev. La recensământul din 2011 avea o populație de 1.666 locuitori. Atestată documentar pentru prima oară într-un registru otoman de la 1478.

## Demografie
Componența etnică a satului Kornița
     Romi (1,38%)
     Turci (74,06%)
     Nicio identificare (11,94%)
     Bulgari (12,12%)
     Altele (0,48%)
La recensământul din 2011, populația satului Kornița era de 1.666 locuitori. Din punct de vedere etnic, majoritatea locuitorilor (74,06%) erau turci, existând și minorități de bulgari (12,12%) și romi (1,38%). Pentru 11,94% din locuitori nu este cunoscută apartenența etnică.